# Анархистки (фильм)
«Анархистки», другое название «Поборницы свободы» (исп. Libertarias) — художественный фильм испанского режиссёра Висенте Аранды (1996). Премьера — 19 апреля 1996 года. В Испании фильм просмотрело 577 тыс. зрителей.
Слоган — исп. «El corazón de la memoria».

## Сюжет
19 июля 1936 года в Испании начался мятеж против республиканского правительства, спровоцировавший гражданскую войну. В маленьком городке близ Барселоны радикальные республиканцы разрушили монастырь. Одна из монахинь, Мария, находит убежище в борделе, куда вскоре с миссией освобождения проституток заявляются активистки организации «Свободные женщины». Бордель закрыт, а находившиеся в нём девушки могут отправляться, куда хотят. Часть бывших проституток вливаются в ряды анархисток, а вместе с ними и Мария, пытающаяся найти убежище от революционного хаоса. Некоторое время спустя, попадая под влияние Флорен, Мария начинает участвовать в вооружённой борьбе наравне с другими активистками, которые предпочитают умереть, сражаясь плечом к плечу с мужчинами, чем жить, прислуживая им.

## В ролях
- Ана Белен — Пилар
- Виктория Абриль — Флорен
- Ариадна Хиль — Мария
- Бланка Апиланес — Аура
- Лаура Манья — Конча
- Лолес Леон — Чаро
- Хорхе Санс — рабочий-ребёнок
- Хосе Санчо — отец рабочий
- Хоан Кросас — берет
- Антонио Дечент — Фанека
- Мигель Бозе — секретарь
- Грег Чарльз — иностранный репортёр
- Клаудия Грави — хозяйка борделя
- Франсиско Маэстре — епископ
- Эктор Коломе — Дуррути
- Мария Галиана — начальник
- Анхелес Мартин — Кармен
- Ана Малавер — проститутка
- Мария Пухальте — Мариона
- Асусена де ла Фуэнте — Олга
- Исабель Руис де ла Прада — Анита
- Патрисия Вико — Патро
- Мерче Ровира — Мерче
- Антонио Росс — гражданский гвардеец
- Хосе Антонио Санчес — тип из казино
- Франсиско Эрнандес — авиатор
- Роса Новель — оратор
- Виктория Вивас — боевик «Освобождённых женщин»
- Хоан Грей — аккордеонистка
- Ярослав Бельский — советский журналист
- Эстер Рабино — рыжеволосая
- Альваро Гомес — сержант
- Энрике Наварро — повар
- Габриэль Латорре — охранник
- Луис Гарсиа — национальный солдат
- Анхелес Ладрон де Гевара — Кампесина
- Альфредо Альба
- Рикард Боррас
- Карлос Мануэль Диас
- Серхи Рубио — в титрах не указан
- Милиционеры: Пако Бас, Рамиро Алонсо, Бруно Скварца, Мануэль Наварро, Энрике Эскудеро, Виктор Мануэль Ривас, Даниэль Медран, Родольфо Монтеро, Энрике Вильен, Антонио Ирансо дорожные милиционеры — Луис Осталот и Хесус Руйман.
- Женщины-милиционеры: Конча Салинас, Милагрос Домингес, Анхелес Гарсиа, Лаура Инклан, Иоланда Пальин, Отилия Лаис, Лола Акоста, Энкарна Брейс, Мария де лас Эрас и Элена Авилес.
- Медики: Мигель Суньига, Хесус Алькаид и Хосе Серро
- Практиканты: Хавьер Мас, Антонио Кастро
- Заключённые из тюрьмы: Рафаэль Хименес, Хавьер Паэс и Рауль Пасос.
- Чиновники: Давид Пинилья, Педро Мигель, Антонио Каналь и Хосе Антонио Гальего

## Съёмочная группа
- Режиссёр — Висенте Аранда[4]
- Продюсеры — Андрес Висенте Гомес и Фернандо де Гарсильян (ассоциированный продюсер)
- Сценаристы — Висенте Аранда, Хосе Луис Гуарнер, Роман Губерн и Антонио Рабинад
- Операторы — Хосе Луис Алькайне и Хуан Аморос
- Композитор — Хосе Ньето